# Durazno de Fonseca
Durazno de Fonseca är en ort i Mexiko.   Den ligger i kommunen Pueblo Nuevo och delstaten Guanajuato, i den centrala delen av landet, 260 km nordväst om huvudstaden Mexico City. Durazno de Fonseca ligger 1 707 meter över havet och antalet invånare är 334.
Terrängen runt Durazno de Fonseca är en högslätt. Runt Durazno de Fonseca är det tätbefolkat, med 257 invånare per kvadratkilometer. Närmaste större samhälle är Irapuato, 14,5 km norr om Durazno de Fonseca. Trakten runt Durazno de Fonseca består till största delen av jordbruksmark.